# 佐嘉飯盛城
佐嘉飯盛城（さがいさがいじょう）は、佐賀県佐賀市本庄町鹿子にあった日本の城（平山城）。

## 概要
佐賀平野南部に設けられ、現在の佐賀県佐賀市本庄町鹿子に位置する。周囲はクリークを利用した水濠に囲まれていた。別名は、飯盛館、飯盛屋敷。城郭というよりも、戦国時代の在郷武士の居館程度の規模であったと考えられる。
当地は、15世紀初頭から、肥前国の分郡国主千葉氏の戚臣石井忠國の知行地となっていたが、当城は、大宰府守護少弐満貞の嫡男資嗣によって築かれたとされる。資嗣はこの地で、大内盛見の軍勢を撃破し、盛見を敗走させた。資嗣の死後、在村の地侍飯盛氏が入り、さらに、知行主の石井忠保（忠國の嫡男、千葉氏家臣）が小城郡から本拠地を移転させ、当城の城主になるとともに、在地領主化し、村を直接支配した。
石井忠保の嫡男忠義が城主の頃は、千葉氏が衰退したため、忠義は近郷の有力国人龍造寺康家と同盟し、その後の龍造寺氏の台頭に伴い、石井氏、鍋島氏などが龍造寺家臣団に組み込まれると、当城も龍造寺方の拠点となった。
石井忠義の嫡男忠清が城主の頃には、龍造寺氏の拠点である水ヶ江城の出城として、当城は海岸警備の要衝となる。天文年間に、家兼・隆信二代に渡り、水ヶ江城を追われて筑後国に亡命すると、敵方の高木氏、神代氏、八戸氏の軍勢が駐屯した。天文22年（1543年）、龍造寺隆信が筑後国から帰還し、水ヶ江城へ進軍する途上、隆信旗下の石井義昌（忠義の三男）・忠晴（義昌の嫡男）隊が攻略・奪回し、再び石井氏の居城となった。
石井忠清の嫡男常延が城主のときには、城郭を拡張したといわれ、その際、菩提寺の本善寺（後の常照院）を村の南方に移転させたという。寺は常延が没した天正8年（1580年）頃、旧地に復したという。常延の後は、嫡男常忠が龍造寺隆信の馬廻となって、隆信の側に常時詰めることになったことから、城主は常延の甥忠時がつとめた。
江戸時代に入り、鍋島直茂の意向で、石井氏は蓮池城を与えられ、石井重次・石井正国・石井茂利・石井茂成の四将に率いられた石井衆が蓮池に移り、佐賀藩初代藩主鍋島勝茂の代には、知行地も佐賀平野のさらに南部の河副郷に転封となった。村一帯は藩の直轄地になり、当城も廃城となり、城域にあった本善寺も衰退した。元和元年（1615年）、佐賀藩初代藩主鍋島勝茂が、外祖父石井常延（忠清の嫡男）の追善供養のため、本善寺を再興し、常延の法名に因んで常照院と改称。現在では同院の境内がかつての飯盛城跡とされている。常照院の境内が、旧城の主郭（本丸）と考えられ、主郭の南に二郭（二の丸）、さらにその南に三郭（三の丸）が配置された縄張りであったことが推定されている。また、主郭の西側一帯に、曲輪が増設されたと見られる。境内には、城時代の古井戸跡や、水豪跡などが残っている。

## 逸話
- 佐賀藩祖鍋島直茂が、龍造寺隆信の出陣の際にお供をして、当城に立ち寄り、昼食をとったことがあったが、そのときお供の人数が多く、当城の台所は、騒然と慌ただしく隆信らの昼食を用意していた。そのとき、城主石井常延の娘彦鶴姫が、女中衆の手際の悪さに呆れて、みずから大量の鰯を瞬く間に焼き上げて、隆信らの膳に供した。この一部始終を見ていた直茂は、「あのように機転の利く女性を妻にしたい」と思い込んで、その後、幾度もなく当城に通いつめ、彦鶴姫に求婚した。両人はめでたく祝言を挙げる結末に至るが、あるとき石井氏の家来に怪しまれ、当城内を追い立てられて、濠を飛び越えたところを斬りつけられたという。そのときの足の裏の傷は生涯残ったという。（『葉隠』より）
- 旧城域には、天満宮が鎮座しているが、これは当村を拝領した石井忠國の正室が菅原道真の後裔である太宰府天満宮の神職小鳥居氏の娘であったことから、この地に勧請されたものと語られている。